# Alcyonium haddoni
Alcyonium haddoni is een zachte koraalsoort uit de familie Alcyoniidae. De koraalsoort komt uit het geslacht Alcyonium. Alcyonium haddoni werd in 1889 voor het eerst wetenschappelijk beschreven door Wright & Studer. 